# Ante Delaš
Ante Delaš (ur. 11 marca 1988 w Solinie) – chorwacki koszykarz, występujący na pozycjach rzucającego obrońcy lub niskiego skrzydłowego, obecnie zawodnik Steauy Bukareszt.
31 sierpnia 2017 został zawodnikiem Anwilu Włocławek. We wrześniu 2018 dołączył do rumuńskiej Steauy Bukareszt.
Jest starszym bratem koszykarza Mario Delaša.

## Osiągnięcia
Stan na 4 czerwca 2018, na podstawie, o ile nie zaznaczono inaczej.
Drużynowe
- Mistrz:
  - Polski (2018)[6]
  - Chorwacji (2014, 2015)
- Wicemistrz Chorwacji (2008, 2013)
- Zdobywca:
  - pucharu Chorwacji (2014, 2015)
  - superpucharu Polski (2017)[7]
- Finalista pucharu Chorwacji (2016)
- Uczestnik rozgrywek pucharu Europy FIBA (2016/2017)

Indywidualne
- MVP kolejki ligi:
  - adriatyckiej (10 runda - 2015/2016)
  - chorwackiej (10 runda - 2015/2016)

Reprezentacja
- Zwycięzca kwalifikacji olimpijskich (2016)
- Uczestnik mistrzostw Europy:
  - 2013 – 4. miejsce
  - U–18 (2006 – 10. miejsce)
  - U–16 (2004 – 10. miejsce)